# Протести в Південній Кореї (2016)
Протести в Південній Кореї — серії протестів проти Президента Пак Кин Хє у Південній Кореї в жовтні—грудні 2016 року. Результатом протестів стало оголошення імпічменту парламентом 9 грудня. Обов’язки президента Республіки Кореї став виконувати прем’єр-міністр Хван Кьоан.
Протести почались з демонстрації 26 жовтня 2016 року після скандалу довкола втручання у державні справи близької подруги лідера. На цій демонстрації тисячі протестантів засудили Пак Кин Хє і закликали її до відставки. Наприкінці жовтня журналісти кабельного каналу JTBC знайшли на смітнику одного з готелів планшет, на якому виявили близько 200 секретних документів 2012-2014 років, серед яких були 44 чернетки промов президента. Як було з'ясовано пізніше, промови редагувала Чхве Сун Сіль, її було заарештували за звинуваченнями у шахрайстві та зловживанні владою.
У різні дні число протестантів сягає від десятків до сотень тисяч учасників, їм протистоять 10 тисяч поліцейських, які охороняють підступи до будівлі. Також влада намагається влаштовувати мітинги на підтримку Президента (на кшталт українських «антимайданів»).
У суботу 3 грудня 2016 року протести набули значного розмаху — на вулиці Кореї вийшло близько 1,7 млн корейців.
4 грудня 2,3 мільйони чоловік (Сеул — 1,7 млн, 0,6 млн — решта міст) вийшли на мітинги проти президента, це була максимальна кількість мітингувальників за всю історію Кореї. У попередні вихідні було 1,9 млн. чоловік.
17 лютого 2017 віце-президента Samsung Electronics Лі Чже Йона арештували через корупційний скандал — його компанія звинувачується в дачі хабарів у фонд Чхве Сун Сіль